# Xeoprosopa uruhuasi
Xeoprosopa uruhuasi là một loài ruồi trong họ Tachinidae.